# Grünes Buch (IRA)
Das Grüne Buch (englisch The Green Book, irisch An Leabhar Uaine) war ein Handbuch, das die Irish Republican Army, bzw. später die Provos, an Personen abgaben, die an die Untergrundorganisation herantraten, um Aufnahme zu finden. Es beinhaltete neben einer überaus republikanischen Darstellung der jüngeren irischen Geschichte auch die Formulierung der erklärten Ziele der IRA und ihres Selbstverständnisses. Weitere Kapitel behandeln die Taktik des Kampfes, die innere Sicherheit, sowie vor allem das Verhalten bei Festnahme und Verhör.

## Geschichte
Das Grüne Buch erschien in zwei Ausgaben, die erste um die Mitte der 1950er Jahre, später – um 1977 – die weitaus bekanntere zweite Edition.
In diesem Buch wird die streng republikanische Sicht der irischen Geschichte geschildert. Große Bedeutung darin findet das letzte gesamt-irische Parlament, der Zweite Dáil von 1921. Darin hatte Sinn Féin die Mehrheit und stimmte gegen die Spaltung Irlands. Die Abtrennung Nordirlands im selben Jahr im Zuge der Umsetzung des Anglo-Irischen Vertrages wird als Verrat am irischen Volk betrachtet. Die IRA schlussfolgert daraus, dass alle darauf folgenden Parlamente, sowohl das Parlament in Belfast als auch der Dáil Éireann in Dublin, illegitim seien. Bis die Wiedervereinigung vollzogen sei, sieht sich die IRA also nicht nur als reguläre Armee zur Befreiung Irlands, sondern betrachtet ihr Führungsgremium (den Army Council) auch als provisorische Regierung:
In 1938 the seven surviving faithful Republican Deputies delegated executive powers to the Army Council of the I.R.A. as per the 1921 resolution. In 1969 the sole surviving Deputy, Joseph Clarke, reaffirmed publicly that the then Provisional Army Council and its successors were the inheritors of the first and second Dail as a Provisional Government.

## Ziele
Während die erste Edition die Wiedervereinigung Irlands als Ziel des Kampfes betrachtet, wird dies später zur Zwischenetappe auf dem Weg in eine demokratische und sozialistische Republik. Dabei ist zu bemerken, dass die Haltung gegenüber weltanschaulichen Fragen von Pragmatismus geprägt ist. Sozialistisches Ideengut spielte eine große Rolle innerhalb der Führung der IRA, insbesondere dann, soweit sie sich mit ideologischer Nähe zu internationalen Unabhängigkeitsbewegungen Vorteile erhoffte. Sobald ein Linksruck jedoch die katholische Bevölkerung oder Unterstützer aus den Vereinigten Staaten vor den Kopf zu stoßen drohte, wurden allzu antikapitalistische Thesen revidiert. Neben der Unabhängigkeit Irlands strebt die IRA nach dessen kultureller Eigenständigkeit und hofft auf die Wiederherstellung des Irischen als vornehmliche Sprache des Landes.

## Verschwiegenheit
Ausführungen zur inneren Sicherheit der IRA erschienen erst in der 2. Ausgabe des Grünen Buches. Die Zusätze trugen den Erfolgen der britischen Geheimdienste Rechnung, welche mit ihren Aufklärungserfolgen die Personalstärke der IRA entscheidend dezimierten. Zum Zeitpunkt der Formulierung der neuen Ausgabe vollzog sich innerhalb der IRA der Umbau der militärischen Befehlsstruktur, weg von traditionellen Einheiten wie Kompanien und Bataillonen, hin zu einer strafferen Zellenstruktur. Der Hintergrund dessen waren wiederholte Fälle, bei denen einzelne Aktivisten nach ihrer Verhaftung im anschließenden Verhör zusammenbrachen und mehrere dutzend Namen preisgaben. Zukünftigen Rekruten wurde nun nahegelegt, nicht leichtfertig der IRA beizutreten. Als Mitglieder einer verbotenen Organisation müssten sie mit hoher Wahrscheinlichkeit damit rechnen, festgenommen zu werden und mehrere Jahre in Haft zu verbringen. Sie werden angehalten, unter keinen Umständen über ihre Gesinnung oder gar ihre IRA-Mitgliedschaft zu sprechen. Als eines der höchsten Sicherheitsrisiken wird sorgloses Geplauder unter Alkoholeinfluss angeführt. Für den Fall der Festnahme wird dem Leser mit allem Nachdruck befohlen, keinerlei Angaben zu machen und unter allen Umständen zu schweigen. Der Hintergrund dessen war der Umstand, dass die Royal Ulster Constabulary zwar Personen ohne Haftbefehl verhaften und bis zu sieben Tagen ohne Angabe von Gründen festhalten konnte, danach jedoch zur Freilassung gezwungen war, soweit sich keine Verdachtsmomente erhärteten. In dieser Frist war entsprechend den Ausführungen mit folgenden Verhörmethoden zu rechnen:
- Demütigung
- psychologische Folter
- körperliche Gewalt

Neben der Funktion als politisches Manifest der IRA liegt in der Schulung zum Widerstehen innerhalb von Verhörsituationen die eigentliche Bedeutung des Grünen Buches. Vor dem Erscheinen der 77er Ausgabe konnten IRA-Mitglieder, die bei ihrer Vernehmung Geständnisse machten, lediglich damit rechnen, aus der Organisation verstoßen sowie im Haftvollzug von anderen IRA-Mitinsassen gemieden zu werden. Danach konnten Geständige solche Milde nicht mehr erwarten.